# ارتباطات آسنکرون
در مخابرات، ارتباطات آسنکرون نوعی انتقال داده است، معمولا بدون استفاده از  سیگنال ساعت خارجی، به طوری که اطلاعات به صورت متناوب و نه به صورت جریان ثابت، منتقل می شوند. هر زمان مورد نیاز برای بازیابی اطلاعات از نماد های ارتباطی در خود نماد ها کدگذاری شده است.
مهم ترین جنبه ارتباطات آسنکرون این است که داده ها در بازه های منظم ارسال نمی شوند و این  نرخ بیت متغیر را ممکن می سازد ودیگر اینکه لزومی ندارد مولد ساعت ارسال کننده و دریافت کننده همیشه به طور دقیق سنکرون باشند. در انتقال آسنکرون، داده به صورت یک بایت در لحظه ارسال می شود و قبل از هر بایت، بیت های شروع و پایان قرار دارند.

## لایه فیزیکی
در ارتباطات آسنکرون سریالی در لایه پروتکل فیزیکی، بلوک های اطلاعات کلمه های کد با طول کلمه مشخص هستند، برای مثال هشت‌تایی (بایت) یا  کاراکتر های اسکی (استاندارد)، که با بیت های شروع و بیت های توقف حائل (رایانه) شده اند. فضا به طول متغیر می تواند بین کلمات کد درج شود. هیچ گونه سیگنال سنکرون کننده بیت مورد نیاز نیست. گاهی این را به اسم ارتباط بر مبنای کاراکتر می شناسند. مثال ها شامل  MNP2 و مودم های قدیمی تر از  V.2 می شود.

## لایه پیوند داده ای و بالاتر
ارتباطات آسنکرون در لایه پیوند داده‌ای یا در پروتکل های بالاتر به عنوان مالتیپلکسینگ آماری شناخته می شود، برای مثال حالت انتقال آسنکرون (ATM). در این مورد، بلوک های داده که به صورت آسنکرون انتقال داده می شدند،  بسته داده نامیده می شوند، برای مثال سلول های ATM. نقطه مقابل آن ارتباطات مدار گزینی قرار دارد که نرخ بیت ثابت دارد، برای مثال  شبکه دیجیتالی خدمات یکپارچه (ISDN) و  سلسله همگاه رقمی (SONET/SDH).

بسته ها می توانند در یک فریم داده انکپسولیت شوند، با یک دنباله بیت همزمان‌سازی فریم که ابتدای فریم را مشخص می کند و همچنین بعضا دنباله ای از بیت های سنکرون کننده، معمولا 01010101،  برای شناسایی زمان های انتقال بیت. دقت داشته باشید که در لایه فیزیکی، این به عنوان ارتباطات سریالی آسنکرون در نظر گرفته می شود. پروتکل های HDLC، اترنت (Ethernet)،  قرارداد نقطه‌به‌نقطه (PPP) و  یواس‌بی مثال هایی از پروتکل های پیوند داده حالت بسته ای هستند که می توانند توسط ارتباطات سریالی سنکرون منتقل شوند.

## لایه کاربردی
یک سرویس یا اپلیکیشن ارتباط آسنکرون نیازی به نرخ بیت ثابت ندارد. از مثال های آن می توان به انتقال فایل ،‌ ایمیل و  وب جهان‌گستر(WWW) اشاره کرد. مثالی از طرف مقابل، سرویس ارتباطی آسنکرون، رسانه جاری بیدرنگ است. برای مثال  صدا روی پروتکل اینترنت،  آی‌پی تی‌وی و  خدمات تلفن تصویری.

## ارتباطات با واسطه الکترونیکی
ارتباطات با واسطه الکتریکی معمولا به صورت آسنکرون اتفاق می افتند چرا که شرکت کنندگان به صورت همزمان ارتباط برقرار نمی کنند.  ایمیل و  بی‌بی‌اس مثال هایی از آن هستند که در آن استفاده کنندگان پیام ها را در زمان های مختلفی می فرستند و می خوانند. اصطلاح "ارتباطات آسنکرون" در بخش یادگیری آنلاین رواج پیدا کرده است، که در آن استادان و دانش آموزان معمولا به صورت آسنکرون اطلاعات را مبادله می کنند به جای اینکه به صورت سنکرون ،یعنی به صورت همزمان، این کار را انجام دهند همان طور که به صورت حضوری یا در مکالمه تلفنی انجام می دهند.

## مراجع
Beal, Vangie (September 1, 1996). "asynchronous". Webopedia. Archived from the original on 30 April 2011. Retrieved 2011-04-27. The term asynchronous is usually used to describe communications in which data can be transmitted intermittently rather than in a steady stream.
Hargrave, Frank (2001). Hargrave's Communication Dictionary. Wiley.
Calladine, Richard (2006). "A taxonomy of learning technologies: simplifying online learning for learners, professors, and designers".  In Khosrowpour, Mehdi (ed.). Emerging Trends and Challenges in Information Technology Management: 2006 Information Resources Management Association International Conference, Washington, DC, USA, May 21-24, 2006. Vol. 1. Idea Group Inc (IGI). p. 249. ISBN 9781599040196. Retrieved 2014-09-03. Email and Internet Chat provide a good example of the difference between synchronous and asynchronous technologies. Email is generally responded to at the discretion of the user and hence is described as asynchronous. However, when in a Chat session each participant knows that the others are waiting for their responses. The resulting "conversations" are synchronous [...]